# Chris Morgan (forgatókönyvíró)
Chris Morgan (Chicago, Illinois, 1966. november 24.–) amerikai forgatókönyvíró és producer. 
Forgatókönyvírói munkái közé tartozik leginkább a Halálos iramban-filmszéria, a Wanted és a Gang Related bűnügyi-dráma televíziós sorozat. Morgan produkciós cége, a Chris Morgan Productions 2011-ben írt alá megállapodást a Universal céggel. 2013-ban Morgan egy televíziós produkciós céget indított a Fox-nál kötött szerződéssel. A The Onion egy videóban parodizálta, amelyben egy ötéves gyerek játszotta őt.

## Filmográfia

### Film
| Év   | Magyar cím                       | Eredeti cím                           | Feladatkör | Feladatkör | Rendező              |
| Év   | Magyar cím                       | Eredeti cím                           | Író        | Producer   | Rendező              |
| ---- | -------------------------------- | ------------------------------------- | ---------- | ---------- | -------------------- |
| 2004 | Mobil                            | Cellular                              | Igen       | Nem        | David R. Ellis       |
| 2006 | Halálos iramban: Tokiói hajsza   | The Fast and the Furious: Tokyo Drift | Igen       | Nem        | Justin Lin           |
| 2008 | Wanted                           | Wanted                                | Igen       | Nem        | Timur Bekmambetov    |
| 2009 | Halálos iram                     | Fast & Furious                        | Igen       | Nem        | Justin Lin           |
| 2011 | Halálos iramban: Ötödik sebesség | Fast Five                             | Igen       | Nem        | Justin Lin           |
| 2013 | Halálos iramban 6.               | Fast & Furious 6                      | Igen       | Vezető     | Justin Lin           |
| 2013 | 47 Ronin                         | 47 Ronin                              | Igen       | Nem        | Carl Rinsch          |
| 2015 | Halálos iramban 7.               | Furious 7                             | Igen       | Vezető     | James Wan            |
| 2015 |                                  | The Vatican Tapes                     | Sztori     | Igen       | Mark Neveldine       |
| 2017 | Halálos iramban 8.               | The Fate of the Furious               | Igen       | Igen       | F. Gary Gray         |
| 2017 | A múmia                          | The Mummy                             | Nem        | Igen       | Alex Kurtzman        |
| 2018 | Madarak a dobozban               | Bird Box                              | Nem        | Igen       | Susanne Bier         |
| 2019 | Halálos iramban: Hobbs & Shaw    | Fast & Furious Presents: Hobbs & Shaw | Igen       | Igen       | David Leitch         |
| 2019 |                                  | Witches in the Woods                  | Nem        | Vezető     | Jordan Barker        |
| 2022 |                                  | A ciegas                              | Nem        | Igen       | David és Àlex Pastor |
| 2023 | Shazam! Az istenek haragja       | Shazam! Fury of the Gods              | Igen       | Nem        | David F. Sandberg    |
| 2023 | Halálos iramban 10.              | Fast X                                | Nem        | Vezető     | Louis Leterrier      |
| 2023 | Madarak a dobozban − Barcelona   | Bird Box Barcelona                    | Nem        | Igen       | David és Àlex Pastor |
| 2024 | A hullahó-akció                  | Red One                               | Igen       | Igen       | Jake Kasdan          |

### Egyéb munkálatok
| Cím                            | Év   | Szerep                     | Rendező       |
| ------------------------------ | ---- | -------------------------- | ------------- |
| Lloyd                          | 2001 | Electric swingman          | Hector Barron |
| S.W.A.T. – Különleges kommandó | 2003 | Forgatókönyv felülvizsgáló | Clark Johnson |

### Televízió- és websorozatok
| Cím                        | Év(ek)    | Forgatókönyvíró | Executive Producer | Alkotó | Megjegyzés                                                  |
| -------------------------- | --------- | --------------- | ------------------ | ------ | ----------------------------------------------------------- |
| The Troop                  | 2009-2013 | Nem             | Igen               | Igen   | Alkotó (40 epizód) / Producer (19 epizód)                   |
| Big Thunder                | 2013      | Nem             | Igen               | Nem    | Televíziós film                                             |
| Gang Related               | 2014      | Igen            | Igen               | Igen   | Alkotó és producer (13 epizód) / Forgatókönyvíró (2 epizód) |
| Halálos iramban – Kémfutam | 2019      | Nem             | Igen               | Nem    | 8 epizód                                                    |

## Fordítás
- Ez a szócikk részben vagy egészben  a   Chris Morgan (filmmaker) című angol Wikipédia-szócikk fordításán alapul.  Az eredeti cikk szerkesztőit annak laptörténete sorolja fel. Ez a jelzés csupán a megfogalmazás eredetét és a szerzői jogokat jelzi, nem szolgál a cikkben szereplő információk forrásmegjelöléseként.